# Саркаш
Саркаш — наименее известный из трёх самых влиятельных музыкантов Сасанидов. Он был главным музыкантом двора Сасанидов перед Барбадом. У него было такое же расовое происхождение, как у Ширин, жены царя Хосрова II.